# 雷维斯·格佐
雷维斯·格佐（匈牙利語：Révész Géza，1902年8月31日—1977年1月22日），大将，匈牙利共产党中央政治局委员，匈牙利国防部长。

## 生平
1902年，出生于匈牙利包尔绍德-奥包乌伊-曾普伦州沙托劳尔尧乌伊海伊的理发师家庭。1915年，在布达佩斯当银匠学徒。1916年，任布达佩斯自由工人教育协会主席团成员。
1918年，入党。1919年，参加匈牙利苏维埃工农红军第三军团。1920年，侨居维也纳。1922年，奉命回国从事地下活动。1923年，被逮捕，判处有期徒刑10年。1924年，被送到苏联，在苏联外交人民委员部工作。
1928年，在苏联古比雪夫军事工程学院学习。1934年，在苏联国防人民委员部工农红军汽车装甲坦克兵部工作。1943年，任车里雅宾斯克战俘营副司令员。1944年，任基辅游击队学校校长。
1945年，任匈牙利共产党中央委员会干部部副部长，负责党在武装部队的组织工作。1947年，任驻华沙特命全权公使。1948年，授予中将军衔，先后任国防部军事情报工作部部长、人民军总监察长，负责军事情报和军事监察工作。1955年，任匈牙利国家计划局军事委员会副主席。10月，匈牙利革命，参与工农革命政府工作。
1957年，任匈牙利工农革命政府委员、匈牙利国防部长，晋升上将。1959年，晋升大将。1960年，免去国防部长职务，任驻莫斯科特命全权大使。
1977年，病逝于布达佩斯。